# コスメ薬事法管理者
コスメ薬事法管理者（コスメやくじほうかんりしゃ）とは、営利企業である薬事法有識者会議株式会社が主催する、コスメ薬事法管理者資格認定試験の合格者に与えられる、コスメビジネスに関する民間資格である。ただしこの資格は国家資格ではないため、仕事に携わるために必須の資格ではない。
かつてこの資格の名称は「コスメ薬事法管理者」であったが、2014年に行われた薬事法から薬機法への法改正に伴い「コスメ薬機法管理者」に名称変更された。

## 概要

### 薬機法管理者とコスメ薬事法管理者
コスメ薬事法管理者は、薬事法管理者の一部（部分集合）である。コスメ薬事法管理者は、薬事法管理者の該当分野の中で、化粧品に関する薬事法に特化した資格である。

## 認定資格
いずれもウェブサイトにおける60分の資格試験で実施される。
薬事法管理者
健康食品、健康器具に関する法規について
コスメ薬事法管理者
通信販売医薬品、医薬部外品、化粧品、医療機器に関する法規について

### 資格取得の流れ
薬事法管理者および、コスメ薬機法管理者の資格を取得するには、薬事法有識者会議株式会社が主催する講座受講及び資格試験合格が必要となる。
また、薬事法管理者の資格は1年ごとに更新の必要がある。資格更新はオンラインで学習コースを受講しチェックテストに合格することで認定される。

## 資格取得のメリット
資格取得により、薬機法に関する専門知識が備わり、コスメを含む化粧品や、健康食品や通販医薬品などの分野で活躍できるとされる。会社内での商品開発の際には、薬機法に抵触しないようアドバイス等ができ、コスト削減や時間短縮への貢献が行えるとされる。また化粧品販売の際に、消費者に安心感を持たせることもできるとされる。